# Fresno de Río Tirón
Fresno de Río Tirón ist eine Gemeinde (municipio) mit 160 Einwohnern (Stand: 2024) im Osten der spanischen Provinz Burgos in der Autonomen Gemeinschaft Kastilien-León. Die Gemeinde gehört zur bevölkerungsarmen Region der Serranía Celtibérica. 

## Lage und Klima
Der Ort Fresno de Río Tirón liegt zwischen dem Río Tirón und dem Río Retorto am Fuß der Montes de Ayago etwa 60 km (Fahrtstrecke) ostnordöstlich von Burgos in einer Höhe von ca. 705 m. Das Klima ist gemäßigt bis warm; Regen (ca. 781 mm/Jahr) fällt hauptsächlich im Winterhalbjahr.

## Bevölkerungsentwicklung
| Jahr      | 1970 | 1981 | 1991 | 2001 | 2011 | 2021 |
| Einwohner | 437  | 341  | 292  | 256  | 194  | 178  |

## Sehenswürdigkeiten
- Andreaskirche (Iglesia de San Andrés)
- Einsiedelei der Guten Hirtin (Ermita de la Divina Pastora)
- Konvent San Vitores

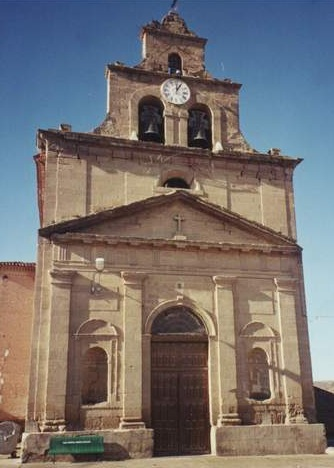
Andreaskirche
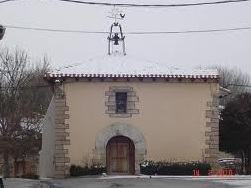
Einsiedelei